# 田辺正幸
田辺 正幸（田邊 正幸、たなべ まさゆき、1968年（昭和43年）5月24日 - ）は、日本の政治家。新潟県五泉市長（1期）。

## 経歴
新潟県五泉市橋田門前の出身〈次男〉。五泉市立橋田小学校。橋田中学校。新津高校普通科を卒業。1992年3月、早稲田大学教育学部国語国文科を卒業。４月、プリンスホテルに入社。高輪・新高輪プリンスホテル営業課長。本部経営企画課長。鎌倉プリンスホテル支配人。箱根湖畔エリア総支配人。日本観光振興協会広報担当部長（出向）。吉林西武（中国）西武松花湖王子大飯店総支配人〈松花湖スキー場・松花湖プリンスホテル〉。本部営業部長。西武トラベル取締役。西武シンガポール社長。プリンスホテルタイランド社長。プリンスホテルUSA代表。日本ホテル協会東京支部事務局長。2020年、新潟県観光立県推進行動計画検討委員会委員に就任。東京観光財団評議員。ロングスティ財団理事。日本コンベンション協会理事
。2022年1月23日、五泉市長に当選

。
※当日有権者数：41,564人 最終投票率：60.40%（前回比：∔7.47pts）
| 候補者名 | 年齢 | 所属党派 | 新旧別 | 得票数  | 得票率 | 推薦・支持 |
| -------- | ---- | -------- | ------ | ------- | ------ | ---------- |
| 田辺正幸 | 53   | 無所属   | 新     | 9,472票 | 37.9%  |            |
| 伊藤勝美 | 71   | 無所属   | 現     | 9,036票 | 36.2%  |            |
| 松川徹也 | 46   | 無所属   | 新     | 3,856票 | 15.4%  |            |
| 安中聡   | 44   | 無所属   | 新     | 2,618票 | 10.5%  |            |

## 役職
- 新潟県観光立県推進行動計画検討委員会委員[24][25][26]